# Thiocyanate d'éthyle
Le thiocyanate d'éthyle est un composé organique de formule semi-développée CH3–CH2–S–C≡N. Il s'agit de l'ester éthylique de l'acide thiocyanique. C'est un réactif dans des préparations pharmaceutiques et des synthèses organiques. C'est le précurseur de l'isothiocyanate d'éthyle, CH3–CH2–N=C=S. Il est aussi utilisé comme insecticide dans l'agriculture.